# Rzeka śmierci (film)
Rzeka śmierci – amerykański film sensacyjny z 1989 roku na podstawie powieści Alistaira MacLeana.

## Główne role
- Michael Dudikoff - John Hamilton
- Robert Vaughn - Wolfgang Manteuffel
- Donald Pleasence - Heinrich Spaatz
- Herbert Lom - pułkownik Ricardo Diaz
- L.Q. Jones - Hiller
- Sarah Maur Thorp - Anna Blakesley
- Cynthia Erland - Maria
- Foziah Davidson - Dalia
- Victor Melleney - Blakesley
- Rufus Swart - Pare
- Gordon Mulholland - Fanjul
- Alain Woolf - Serrano
- Lindsey Reardon - Kellner
- Ian Yule - Long John Silver
- Crispin De Nuys - Schuster
- Erica Rogers - Mavvie

## Fabuła
Amazonia, rok 1965. John Hamilton jest poszukiwaczem przygód i przewodnikiem po rzece. Mężczyzna zgadza się poprowadzić wyprawę w głąb dżungli kierowaną przez dr Blakesleya i jego córki Anny. Lekarz za cel ekspedycji obrał dotarcie do indiańskiego plemienia, które zamieszkają okolice Zaginionego Miasta i zapadają na dziwną, śmiertelną chorobę. Podczas badań krwi, ekspedycja zostaje zaatakowana przez kanibali pod wodzą białych. Zabijają doktora i porywają jego córkę. Hamiltonowi udaje się zwiać i przysięga, że wróci tam. O pomoc prosi pułkownika Diaza - przedstawiciela władz na zorganizowanie kolejnej ekspedycji, ale ten nie wierzy w istnienie Zaginionego Miasta. Następnie prosi o pomoc najemnika Hillera. Ten na początku odmawia, ale odnajduje bogatego klienta - Karla Bergera, antropologa. W rzeczywistości mężczyzna jest nazistowskim zbrodniarzem wojennym, który chce się zemścić na rządzącym miastem Wolfgangu Manteufflu...